# Francisco Valdés Basaguren
Francisco Valdés Basaguren es un pelotari mexicano. Durante el Campeonato del Mundo de Pelota Vasca de 1990 ganó la medalla de bronce en la especialidad de Cesta punta junto a A. López. En los Juegos Olímpicos de Barcelona 1992 ganó la medalla de bronce junto a su hermano Juan Pablo Valdés Basaguren y a Xavier Ugartechea Escofet. Para el Campeonato del Mundo de Pelota Vasca de 1994 y el Campeonato del Mundo de Pelota Vasca de 1998 ganó la medalla de plata en la especialidad de Cesta punta junto a su hermano Juan Pablo Valdés Basaguren. En el Campeonato del Mundo de Pelota Vasca de 2002 obtuvo la medalla de bronce en la especialidad de Cesta punta junto a Juan Carlos Sierra. En el Campeonato del Mundo de Pelota Vasca de 2006 obtuvo la medalla de bronce en la especialidad de Cesta punta nuevamente, con su hermano Juan Pablo Valdés Basaguren.